# Абросимов Павло Васильович
Павло Васильович Абро́симов (рос. Павел Васильевич Абросимов; 27 грудня 1900, Корінна Пустинь — 21 березня 1961, Москва) — російський радянський архітектор; член-кореспондент з 1950 року та дійсний член з 1956 року Академії будівництва і архітектури СРСР.

## Біографія
Народився 14 [27] грудня 1900 року на слободі Корінна Пустинь Курської губернії Російської імперії (нині село Свобода, Курська область, Росія) в сім'ї робітника. 1910 року переїхав з батьком до Баку, де працював мастильником на нафтових промислах. 1919 року закінчив технічне училище в Баку, а 1920 року — Вищі курси політпросвітроботи при Університеті імені Якова Свердлова в Москві. Протягом 1921—1923 років навчався на живописному факультеті Бакинського політехнічного інституту; протягом 1923—1928 років — в Ленінграді на архітектурному факультеті Вищого художньо-технічного інституту, де був учнем Івана Фоміна, Володимира Щуко.
Після здобуття освіти до 1933 року жив і працював у Ленінграді, а з 1933 року — в Москві. Член ВКП(б) з 1944 року. У 1953—1955 роках — член Комітету Ради Міністрів СРСР з будівництва. Протягом 1955—1961 років працював відповідальним секретарем Спілки архітекторів СРСР. З 1957 року член виконавчого комітету Міжнародної спілки архітекторів (у 1958 році був президентом V конгресу Міжнародної спілки архітекторів у Москві).
Помер в Москві 21 березня 1961 року. Похований в Москві на Новодівичому кладовищі (ділянка № 8, ряд № 10). Надгробний пам'ятник є вертикальною стелою, складеною з двох гранітних блоків. На верхній, трохи виступаючій частині, висічено ім'я покійного і встановлений кам'яний барельєф — портрет архітектора, виконаний в профіль. Перед стелою покладена невеликого розміру могильна плита з такого ж каменю, на ній влаштована клумба. Надгробок має масивний кам'яний цоколь.

## Проєкти
реалізвані
- Будинок політкаторжан на площі Революції в Ленінграді (1928—1932, у співавторстві з Григорієм Симоновим та Олександром Хряковим)[3];
- Житловий масив Транспортної академії в Ленінграді (1933—1936)[3];
- Транспортна академія в Ленінграді (1934—1938)[3];
- Будинок Ради Народних Комісарів УРСР у Києві (1936—1938, виконав проєкт і керував спорудженням; разом з Іваном Фоміним);
- Головний корпус Білорусько-Російського університету в Могильові (1938—1941);
- Реконструкція будівлі Театру імені Євгенія Вахтангова в Москві (1946—1947);
- Висотна будівля Московського університету (1949—1953, спільно з архітекторами Сергієм Чернишовим, Львом Руднєвим, Олександром Хряковим та іншими).

конкурсні
- Будівля Наркомважпрому у Москві (1934—1937, разом з Іваном Фоміним та Михайлом Мінкусом);
- Будівля Академіх наук СРСР у Москві (1934, разом з Іваном Фоміним та Олександром Великановим);
- Будівля Палацу Рад СРСР у Москві (1958 і 1959, разом із співавторами).

## Відзнаки
- Лауреат Сталінської премії І ступеня (1949; за будівлю Московського університету);
- Нагороджений двома орденами Трудового Червоного Прапора, медалями.